# Magyar Mozgókép Díj a legjobb egész estés animációs filmnek
A Magyar Mozgókép Díj a legjobb egész estés animációs filmnek (korábban Magyar Filmdíj) elismerés a 2014-ben alapított Magyar Filmdíjak egyike, amelyet a Magyar Filmakadémia (MFA) tagjainak szavazata alapján ítélnek oda 2019 óta egy-egy év magyar filmtermése legjobbnak ítélt animációs nagyjátékfilmjének.
A díjra történő jelölés nem automatikus; csak azok a filmek versenyezhetnek, amelyeket alkotóik előzetesen beneveztek a Magyar Filmhétre, illetve a legjobb animációs film díjra. Nevezni az előző év január 1. és december 31. között moziforgalmazásba került (az egyszeri moziban való bemutató nem számít forgalmazásnak) vagy a MFA által elfogadott nemzetközi filmfesztiválon versenyben vagy versenyen kívül, meghívottként szerepelt egész estés filmalkotást lehet.
A Magyar Filmakadémia tagjai az év elején szekciónként megnézik a benevezett filmeket és szekciónként titkos szavazással választanak ki maximum öt animációs nagyjátékfilmet, amelyek felkerülnek a jelöltek listájára. A díjra érdemesnek tartott alkotást az Akadémia tagjai e szűkített listáról választják ki egy újabb titkos szavazás során.
Az ünnepélyes díjátadóra Budapesten, a Magyar Filmhetet lezáró gálán kerül sor minden év elején.
A legjobb egész estés animációs film díj létrehozásáról 2018-ban döntött a Filmakadémia közgyűlése, első alkalommal 2019-ben, a 4. Magyar Filmdíj-gálán osztották ki.

## Díjak és jelölések
A nyertesek a táblázat első sorában, félkövérrel vannak jelölve.
| Év (Gála) | Díjazottak és jelöltek | Megjegyzés        |
| --------- | --- | ----------------- |
| 2019 (4.) | - Ruben Brandt, a gyűjtő – rendező: Milorad Krstić - Egy év Hoppifalván, rendező: Rofusz Ferenc - Lengemesék 2 – Tél a Nádtengeren, rendező: Pálfi Zsolt | [ 2 ]             |
| 2020 (5.) | Nem osztották ki. | Nem osztották ki. |
| 2021      | Nem osztották ki. | Nem osztották ki. |
| 2022      | Nem osztották ki. | Nem osztották ki. |
| 2023      | - Toldi – A mozifilm – rendezők: Jankovics Marcell és Csákovics Lajos - Városi legendák – rendező: Glaser Kati - Intermission – rendező: Bucsi Réka - Cigánymesék – Valaha madarak voltunk – rendező: Horváth Mária - Műanyag égbolt – rendezők: Bánóczky Tibor és Szabó Sarolta | [ 3 ] [ 4 ] [ 5 ] |
| 2024      | - Kojot négy lelke – rendező: Gauder Áron - Kék Pelikan – rendező: Csáki László - Tomi, Polli és a varázsfény – rendező: Filip Posivac | [ 6 ] [ 7 ] [ 8 ] |
| 2025      | Nem osztották ki. | Nem osztották ki. |